# Neil Cohn
Neil Cohn (Estados Unidos, 11 de enero de 1980) es un psicólogo cognitivo y creador de cómics. Sus investigaciones proponen el primer acercamiento científico al estudio de la cognición de los cómics, y se sirve de un abordaje interdiciplinario que abreva en la lingüística, la psicología cognitiva y la neurociencia.
Cohn propone que el procesamiento de distintos dominios expresivos de sustrato lingüístico (como el de los lenguajes aural, gestual y visual) derivan de la aplicación de capacidades cognitivas comunes. Entre sus ideas más novedosas se encuentra la noción de ‘lenguaje visual’, entendido como el sistema estructural y cognitivo utilizado en la creación y comprensión de narrativas visuales, como las que aparecen en los cómics. 
Cohn desarrolló su trabajo como investigador independiente durante siete años antes de pasar a estudiar bajo la tutela del lingüista Ray Jackendoff y los psicólogos Gina Kuperberg y Phillip Holcomb de la Tufts University, donde recibió su doctorado en psicología en 2012. Tras graduarse, pasó a trabajar en la UC San Diego, bajo la tutela de Marta Kutas y Jeff Elman. Es hijo de Leigh Cohn y Lindsey Hall.

## Biografía
Nacido	11 de enero de 1980 (edad 34)
Disciplinas de estudio	Lingüística, Psicología cognitiva, Teoría del cómic
Institución	UC San Diego
Alma mater	Tufts University, University of Chicago, UC Berkeley

## Teoría del Lenguaje Visual
Las investigaciones de Cohn desafían varias de las concepciones actuales sobre el lenguaje y el dibujo. Para Cohn, que el lenguaje supone la interacción entre una modalidad expresiva, una semántica y una gramática. Del mismo modo en que los lenguajes de señas difieren de la mera gesticulación en que utilizan un vocabulario y una gramática, los ‘lenguajes visuales’ difieren de los meros dibujos en que poseen un vocabulario de representaciones gráficas convencionales y una gramática que condiciona la coherencia de una secuencia de imágenes. Los lenguajes visuales pueden encontrarse junto a los lenguajes escritos en el mundo de los cómics, aunque también existen fuera de los cómics, como ocurre con los dibujos en arena utilizados por aborígenes australianos.
Así como los lenguajes hablados difieren unos de otros, lo mismo ocurre con los lenguajes visuales: el manga japonés se encuentra escrito en un ‘lenguaje visual japonés’, mientras que los cómics americanos se encuentran escritos en un ‘lenguaje visual americano’, códigos y convenciones muchas veces diferentes. Asimismo, Cohn propone que el desarrollo del lenguaje visual puede encontrar condicionantes biológicos del mismo modo en que sucede con el desarrollo del lenguaje hablado y de señas,  y que mucha gente no desarrolla la habilidad del dibujo dado que no adquieren los elementos del vocabulario visual dentro de un período de tiempo crítico.
El programa de investigación de Cohn busca demostrar el hecho de que las estructuras narrativas operan como una gramática para las imágenes secuenciales, de modo análogo a como las estructuras sintácticas funcionan en el ordenamiento de una oración. Aunque la gramática narrativa acciona a nivel del discurso, su funcionalidad y estructura es similar a la sintaxis, dado que expresa sentido desplegando categorías y roles dentro de constituyentes sintácticos organizados de modo jerárquico. Aunque la búsqueda de evidencia en este terreno está en su primera etapa, las investigaciones iniciales de Cohn parecen sugerir que la manipulación de una gramática narrativa puede producir respuestas cerebrales similares a las producidas por la manipulación sintáctica en el lenguaje hablado (por ejemplo, N400, P600, y efectos de Negatividad Izquierda Anterior).
En 2013, Cohn publicó su libro The Visual Language of Comics: Introduction to the Structure and Cognition of Sequential Images, donde repasa las ideas fundamentales de su teoría. En español, sus artículos, posts y escritos más accesibles son publicados regularmente por la revista digital de cómics Exégesis.

## Como autor de cómics
Cohn comenzó trabajando en la industria del cómic a los 14 años como asistente de convenciones para Image Comics y Todd McFarlane Productions. Además de ilustrar sus trabajos académicos, ha dibujado la novela gráfica We the People: A Call to Take Back America (2004) sobre textos de Thom Hartmann, e ilustrado A User’s Guide to Thought and Meaning (2012) de Ray Jackendoff.
Algunos de sus trabajos
Cohn, Neil (2013). The Visual Language of Comics: Introduction to the Structure and Cognition of Sequential Images.. London Ed. Bloomsbury. 240p. ISBN 9781441181459
Hartmann, Thom & Cohn, Neil  (2004). We the People: A Call to Take Back America. Portland Ed.CoreWay Media. 220 p. ISBN 978-1882109388
Cohn, Neil  (2003). Early Writings on Visual Language. Carlsbad Ed. Emaki Productions.  120p. ISBN 978-0-615-19346-5